# منطقة ميناكا
ميناكا (بامبارة، ߡߋߣߊߞߊ ߘߌߣߋߖߊ، نقحرة Menaka Dineja) هي منطقة في مالي شكلت في عام 2012 من الدائرة التي تحمل نفس الاسم والتي كانت سابقًا جزءًا من منطقة جاو. بدأ التشكيل الفعلي للمنطقة في 19 يناير 2016 بتعيين داودا مايغا واليا على المنطقة. عين أعضاء المجلس الانتقالي للمنطقة في 14 أكتوبر 2016. تنقسم المنطقة إلى أربع دوائر: أنديرامبوكان وإنيكار وتيدرمين وميناكا.